# TSS Earnslaw
TSS Earnslaw je dvoušroubový parník brázdící vody jezera Wakatipu na Novém Zélandu od roku 1912. Loď je pojmenována podle hory Mount Earnslaw nacházející se poblíž jezera Wakatipu. V současnosti je parník turistická atrakce a přepravuje pasažéry z Queenstownu do Walter Peak High Country Farm na opačnou stranu jezera, kde je možnost návštěvy místní farmy, posezení v restauraci Colonel’s Homestead Restaurant a dalších volnočasových aktivit. V současnosti jde o jediný uhlím poháněný parník v provozu na jižní polokouli.
TSS Earnslaw je jediným parníkem zapsaným v Lloydovu lodním rejstříku.